# Alanus ab Insulis

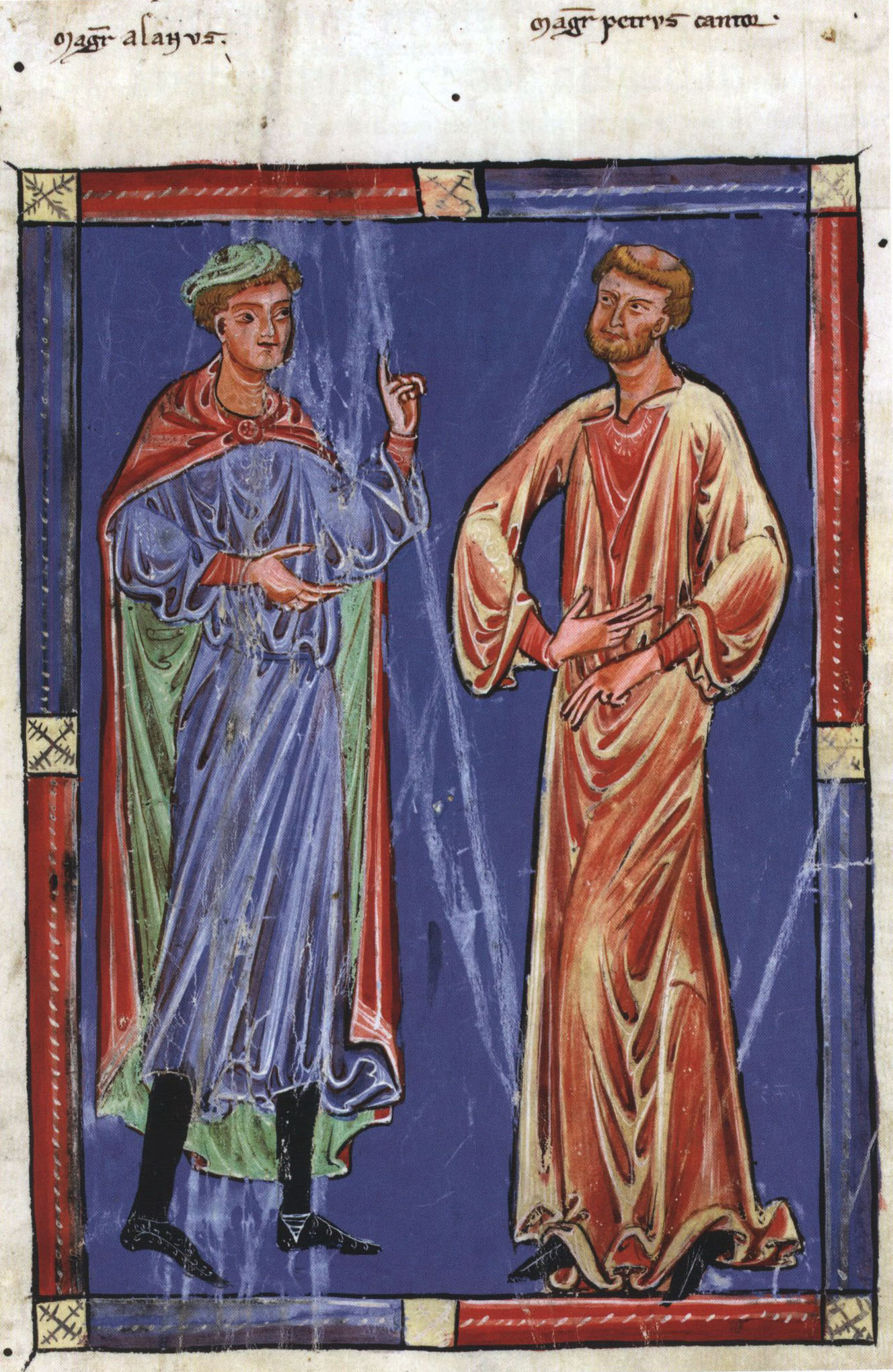
Alanus ab Insulis und Petrus Cantor im Dialog. Ganzseitige Miniatur in einem theologischen Sammelband, der zwischen 1227 und 1249 für den Abt der Benediktinerabtei Ottobeuren angefertigt wurde. London, British Library, Add. 19767, fol. 217.

Alanus ab Insulis (auch Alanus de Insulis, französisch Alain de Lille; * um 1120 in Lille (flämisch Rijsel), Grafschaft Flandern, Frankreich; † 1202 in Cîteaux, Frankreich) war ein französischer Scholastiker, Dichter und Zisterziensermönch und Heiliger. Sein Festtag ist der 30. Januar.

## Leben und Wirken
Alanus studierte wahrscheinlich in Chartres, Paris, Tours und Orléans und lehrte in Paris und in Südfrankreich (Montpellier) zunächst die sieben freien Künste, dann auch Theologie. Als Schüler von Gilbert von Poitiers gehörte er zu den Porretanern der Schule von Chartres. Alanus war von enzyklopädischer Gelehrsamkeit, was ihm den Beinamen Doctor universalis einbrachte. Er verfasste eine Sprichwörtersammlung in Versen – die sog. Parabolae – sowie verschiedene theologische Werke über die katholische Lehre, über die Ketzer, eine Anleitung für die Predigt sowie ein alphabetisch geordnetes Bibellexikon für die allegorische Auslegung der Bibel. Er erstellte ein nach mathematisch-axiomatischen Methoden aufgebautes deduktives System der Theologie.
Sein Hauptwerk ist der Anticlaudian, das in allegorischer Darstellung einen Überblick über das gesamte damals bekannte Wissen gibt. Der Titel spielt auf das Werk In Rufinum des spätantiken Dichters Claudius Claudianus an. Im Buch des Claudian kommen zu Beginn alle menschlichen Laster zusammen, um das Scheusal Rufinus zu erschaffen. Im Anticlaudian kommen alle Tugenden zusammen, um den göttlichen Menschen (divinus homo) als Bewohner der Erde zu erschaffen.

## Inanspruchnahme und Namensgeber
Rudolf Steiner sah in Alanus ab Insulis den Höhepunkt der Schule von Chartres und damit einen frühen Wegbereiter der Anthroposophie. 1973 wurde er zum Namensgeber der anthroposophisch ausgerichteten Alanus Hochschule für Kunst und Gesellschaft in Alfter bei Bonn.

## Schriften
- De planctu naturae (verfasst zwischen 1168 und 1176)
  - Übersetzung:  De Planctu Naturae. Die Klage der Natur. Lateinischer Text, Übersetzung und philologisch-philosophischer Kommentar von Johannes B. Köhler. Münster 2013.
- Anticlaudianus
  - Übersetzung: Der Anticlaudian oder Die Bücher von der himmlischen Erschaffung des Neuen Menschen. Übersetzt und eingeleitet von Wilhelm Rath. Stuttgart 1966.
- Parabolae, Proverbiae oder Liber parabolarum[2]
  - Franz. Übersetzung: Les paraboles Maistre Alain en françoys. Hrsg. v. Tony Hunt. Modern Humanities Research Association Critical Texts 2, London 2005, ISBN 0-947623-64-7.
- Distinctiones dictorum theologicarum sive summa Quot modis
- Omnis Mundi Creatura
- Summa Quoniam homines
  - Herausgegeben von Palémon Glorieux. In: Archives d’Histoire doctrinale et littéraire du Moyen Âge, Jg. 21 (1954), S. 113–364.
- Liber poenitentialis
- Contra haereticos (In mehreren Handschriften dieses offensichtlich während seiner Lehrtätigkeit in Montpellier verfassten Traktats wird er auch Alanus de Montepessulano genannt.[3])
- Regulae de sacra theologia
- De arte praedicandi
- Predigten
  - vgl. Alain de Lille, Textes inédits, hrsg. v. Marie-Thérèse d’Alverny. Études de Philosophie Médiévale, LII, Paris 1995
  - Predigten zum Jahreslauf. Hrsg. u. übers. v. Bruno Sandkühler, Stuttgart 1998, ISBN 3-7725-1628-9